# Baďan
Baďan és un poble i municipi d'Eslovàquia que es troba a la regió de Banská Bystrica.

## Història
La primera menció escrita de la vila es remunta al 1262.

## Demografia
| Godina             | 1994 | 2004   | 2014   | 2024    |
| ------------------ | ---- | ------ | ------ | ------- |
| Nombre de persones | 230  | 222    | 203    | 148     |
| Diferència         |      | −3,47% | −8,55% | −27,09% |

| Godina             | 2023 | 2024   |
| ------------------ | ---- | ------ |
| Nombre de persones | 149  | 148    |
| Diferència         |      | −0,67% |